# Župna Crkva Svete Obitelji u Zagrebu
Župna Crkva Svete Obitelji katolička je crkva koja se nalazi u gradskoj četvrti Trnje, uz Aveniju Marina Držića i u neposrednoj blizini Autobusnog kolodvora Zagreb. Crkva je građena 1936. i 1937. godine. U lipnju 1937. godine blagoslovio ju je zagrebački nadbiskup koadjutor Alojzije Stepinac. Crkva je obnovljena 2012. godine. U potresu koji je Zagreb pogodio 22. ožujka 2020. godine crkva je zadobila manja oštećenja.

## Povijest i arhitektura
Na izvornoj projektnoj dokumentaciji iz 1935. godine koja se čuva u Državnom arhivu u Zagrebu, kao autor projekta ove crkve potpisan je arhitekt Stjepan Podhorsky. Crkva nije sagrađena po izvornom projektu već je 1936. izrađen novi projekt. Ime arhitekta projekta po kojem je crkva izvedena 1937. godine nije poznato jer ime na projektu nije navedeno ali na nacrtima postoji zapis o Građevinskom poduzeću „Antun Res”. U arhivu Župe sv. Obitelji postoje dokumenti gdje se kao graditelj navodi inženjer Đuro Kahn.
Premda se crkva nalazi na križanju dviju važnih prometnica (Držićeve i Vukovarske ulice) arhitektonskim zahvatima ovo križanje nije dobilo značajniju urbanističku snagu. Iako okolna izgradnja ne degradira percepciju parcele na kojoj je crkva, ova crkva nije jako uočljiva radi svoga skromnoga arhitektonskog izričaja. Pred crkvom se nalazi ulazni trg ograđen ogradom čime je naglašen jak privatni karakter trga.
U liturgijski prostor longitudialnog usmjerenja ulazi se preko ulaznog trijema. Liturgijski prostor završava apsidom u kojoj je smješteno svetište koje je uzdignuto u odnosu na prostor vjernika. Prije renovacije crkve prema smjernicama Drugog vatikanskog koncila, prezbiterij je od prostora vjernika bio odvojen niskom olarnom pregradom. Oltar s tabernakulom bio je smješten u prezbiteriju, uza zid apside. Nakon renovacije crkve, u središte svetišta posavljen je samostojeći oltar a desno od njega je smješten ambon. Iza oltara, na lijevoj strani, nalazi se svetohranište dok je na desnoj strani sjedište precjedatelja misnog slavlja. Sakristija se nalazi uz svetište. Kor za pjevače se nalazi iznad ulaza, a postaje križnog puta su raspoređene na bočnim zidovima prostora vjernika.

## Galerija
- Pogled na crkvu s križanja Držićeve i Vukovarske ulice
- Pogled na bočnu stranu crkve
- Pogled na svetište s ulaza
- Svetište
- Apsida i svetište
- Vitraji i postaje križnog puta u prostoru vjernika
- Kor iznad ulaza
- Vitraji i postaje križnog puta